# Traipu
Traipu – miasto w Brazylii, w stanie Alagoas. W 2010 roku liczyło 8027 mieszkańców.